# Фурнье, Жан
Жан Фурнье́ (фр. Jean Fournier;3 июля 1911, Париж — 9 июля 2003, Кан) — французский скрипач. Брат виолончелиста Пьера Фурнье.
Окончил Парижскую консерваторию (1931) по классу Альфреда Брюна, занимался также под руководством Джордже Энеску и Бориса Каменского.
Много концертировал в дуэте с женой, пианисткой Жинетт Дуайен, записал с ней все сонаты Людвига ван Бетховена и ряд других произведений. Входил также в состав фортепианного трио с Паулем Бадура-Шкода и Антонио Янигро. Преподавал в музыкальной школе Маргерит Лонг и Жака Тибо, затем в 1966—1979 гг. в Парижской консерватории.